# ガールズ×戦士シリーズ

ガールズ×戦士シリーズ、&リズスタ（ガールズ×せんしシリーズ）は、テレビ東京、電通、OLMが制作、テレビ東京系で2017年から2022年まで放送されていた日本の女児向けドラマシリーズ。

## 特徴
悪と戦う変身ヒロイングループの活躍を通して、彼女らの成長や女子同士の友情を描く。ストーリーは敵との戦いも含め、コメディタッチに描かれており、日曜の朝に明るく元気になれる番組をモットーとしている。変身シーンなどにダンスが取り入れられており、ヒロインたちがそれぞれ「miracle2」「magical2」「mirage2」「lovely2」なる現実界のアイドルとして各ドラマの放送期間限定で活動していることも特徴である。また、本シリーズのヒロインを務めた一部メンバーで「Girls2」「Lucky2」が結成されており、本ドラマの主題歌等に囚われない幅広く長期的な活動を行っている。
タカラトミーと小学館の少女向け漫画誌『ちゃお』と女児向け雑誌『ぷっちぐみ』が共同で企画したもので、初期にはLDHのバックアップのもと「テレビドラマ主役オーディション」を行っていた｡
CGによる演出を多用しており、その作業のため、通常のテレビドラマよりも早く撮影が開始されている。CG演出は子供向け作品であることを考慮して、可愛らしさ・面白さ・わかりやすさに重点を置いており、一般の作品よりも色使いやキラキラ感にこだわったものとなっている。
第2作『マジマジョピュアーズ!』以降の作品では、前作のガールズ×戦士がゲストとして登場する、いわゆるクロスオーバー回の放映が恒例となっている。ただし、登場した先輩戦士は基本的に敵との戦闘に加勢することはなく、後輩戦士の活躍を見守るという演出がなされる。
第3作『ファントミラージュ!』、第4作『ラブパトリーナ!』では映画作品が制作されており、過去作品のガールズ×戦士がゲストとして登場するほか、次回作のガールズ×戦士も「謎の少女」として出演していた。
第5作『キラメキパワーズ!』の最終回を以て本シリーズは終了となったが、同製作チームよる「ガールズ×戦士プロジェクト」は第6作『リズスタ -Top of Artists!-』まで放送された。

## 作品一覧

### テレビシリーズ
|   | 作品名                            | 放送開始日    | 放送終了日     | 話数   | 音楽グループ                                                    | 備考                                                                            |
| - | --------------------------------- | ------------- | -------------- | ------ | --------------------------------------------------------------- | ------------------------------------------------------------------------------- |
| 1 | アイドル×戦士 ミラクルちゅーんず! | 2017年4月2日  | 2018年3月25日  | 全51話 | miracle2                                                        |                                                                                 |
| 2 | 魔法×戦士 マジマジョピュアーズ!   | 2018年4月1日  | 2019年3月24日  | 全51話 | magical2                                                        |                                                                                 |
| 3 | ひみつ×戦士 ファントミラージュ!   | 2019年4月7日  | 2020年6月28日  | 全64話 | mirage2                                                         | 2019年3月31日は事前特番を放送。 2020年7月5日は第37話、7月12日は最終話を再放送。 |
| 4 | ポリス×戦士 ラブパトリーナ!       | 2020年7月26日 | 2021年6月27日  | 全48話 | lovely2                                                         | 2020年7月19日は第0話を放送。                                                    |
| 5 | ビッ友×戦士 キラメキパワーズ!     | 2021年7月11日 | 2022年6月26日  | 全50話 |                                                                 | 2021年7月4日は事前特番を放送。 『リズスタ』放送のため、第39話以降は15分に短縮。 |
| 6 | リズスタ -Top of Artists!-        | 2022年4月10日 | 2022年12月25日 | 全38話 | 『キラメキパワーズ!』の放送終了に伴い、第13話以降は30分に拡大。 |                                                                                 |

### 映画
| 作品名称                                                                        | 公開日        | 上映時間 | 興行収入    | 入場者特典             |
| ------------------------------------------------------------------------------- | ------------- | -------- | ----------- | ---------------------- |
| 劇場版 ひみつ×戦士 ファントミラージュ! 〜映画になってちょーだいします〜         | 2020年7月23日 | 約80分   | 1億7000万円 | キズナパフューム       |
| 劇場版 ポリス×戦士 ラブパトリーナ! 〜怪盗からの挑戦!ラブでパパッとタイホせよ!〜 | 2021年5月21日 | 約77分   |             | マックスラブリーカード |

## 戦士一覧
役名の後ろに☆がある者は追加戦士、追加メンバー。
| 出演作名                          | 音楽グループ | 戦士名                 | 役名                             | 本名                         | 備考                           |
| --------------------------------- | ------------ | ---------------------- | -------------------------------- | ---------------------------- | ------------------------------ |
| アイドル×戦士 ミラクルちゅーんず! | miracle2     |                        | 一ノ瀬カノン                     | 内田亜紗香（うちだあさか）   | 元サンズエンタテインメント所属 |
| アイドル×戦士 ミラクルちゅーんず! | miracle2     | 神咲マイ               | 足立涼夏（あだちすずか）         |                              |                                |
| アイドル×戦士 ミラクルちゅーんず! | miracle2     | 橘フウカ               | 小田柚葉（おだゆずは）           | Girls²メンバー               |                                |
| アイドル×戦士 ミラクルちゅーんず! | miracle2     | 白鳥アカリ☆            | 薄倉里奈（うすくらりな）         | KAIJU ON THE STAGEメンバー   |                                |
| アイドル×戦士 ミラクルちゅーんず! | miracle2     | 白鳥ヒカリ☆            | 西山未桜（にしやまみお）         | 元ちゃおガール               |                                |
| 魔法×戦士 マジマジョピュアーズ!   | magical2     | ハートルビー           | 愛乃モモカ                       | 三好佑季（みよしゆき）       | AND CaaaLLメンバー             |
| 魔法×戦士 マジマジョピュアーズ!   | magical2     | フローズンサファイア   | 白雪リン                         | 隅谷百花（すみたにももか）   | Girls² メンバー                |
| 魔法×戦士 マジマジョピュアーズ!   | magical2     | フラワーシトリン       | 花守ミツキ                       | 鶴屋美咲（つるやみさき）     | Girls² メンバー                |
| 魔法×戦士 マジマジョピュアーズ!   | magical2     | スターアメジスト       | 星奈シオリ☆                      | 小川桜花（おがわようか）     | Girls² メンバー                |
| 魔法×戦士 マジマジョピュアーズ!   | magical2     | レインボーダイヤモンド | 虹色ユリア☆                      | 増田來亜（ますだくれあ）     | Girls² メンバー                |
| ひみつ×戦士 ファントミラージュ!   | mirage2      | ファントミハート       | 桜衣ココミ                       | 菱田未渚美（ひしだみなみ）   | Girls² メンバー                |
| ひみつ×戦士 ファントミラージュ!   | mirage2      | ファントミスペード     | 明日海サキ                       | 山口綺羅（やまぐちきら）     | Girls² メンバー                |
| ひみつ×戦士 ファントミラージュ!   | mirage2      | ファントミクローバー   | 紫月ヨツバ                       | 原田都愛（はらだとあ）       | Girls² メンバー                |
| ひみつ×戦士 ファントミラージュ!   | mirage2      | ファントミダイヤ       | 紅羽セイラ☆                      | 石井蘭（いしいらん）         | Girls²元メンバー、ME:Iメンバー |
| ポリス×戦士 ラブパトリーナ!       | lovely²      | ラブパトピンク         | 愛羽ツバサ                       | 渡辺未優（わたなべみゆ）     |                                |
| ポリス×戦士 ラブパトリーナ!       | lovely²      | ラブパトパープル       | 紫原サライ                       | 山口莉愛（やまぐちりな）     | Lucky² メンバー                |
| ポリス×戦士 ラブパトリーナ!       | lovely²      | ラブパトブルー         | 青瀬コハナ                       | 山下結衣（やましたゆい）     |                                |
| ポリス×戦士 ラブパトリーナ!       | lovely²      | ラブパトシャイン       | 七色ソラ☆                        | 杉浦優來（すぎうらゆうら）   | Lucky² メンバー                |
| ビッ友×戦士 キラメキパワーズ!     | -            | キラパワサニー         | 桃瀬キラリ                       | 永山椿（ながやまつばき）     | Lucky² メンバー                |
| ビッ友×戦士 キラメキパワーズ!     | -            | キラパワムーン         | 紫守ユヅキ                       | 深澤日彩（ふかさわひいろ）   | Lucky² メンバー                |
| ビッ友×戦士 キラメキパワーズ!     | -            | キラパワファイン       | 赤星ホノカ☆                      | 比嘉優和（ひがゆうわ）       | Lucky² メンバー                |
| ビッ友×戦士 キラメキパワーズ!     | -            | キラパワスノー         | 青羽コユキ☆                      | 佐藤栞奈（さとうかんな）     | Lucky² メンバー                |
| リズスタ -Top of Artists!-        | -            |                        |                                  |                              | Lucky² メンバー                |
| リズスタ -Top of Artists!-        | -            | 朝陽美羽               | 上村梨々香（うえむらりりか）     |                              | Lucky² メンバー                |
| リズスタ -Top of Artists!-        | -            | 星神凜音               | 森朱里（もりあかり）             |                              | Lucky² メンバー                |
| リズスタ -Top of Artists!-        | -            | 天宮翔太               | 大串咲太郎（おおぐしさくたろう） | 公認TikTok expg SSS(THREE S) |                                |
| リズスタ -Top of Artists!-        | -            | 結城ひなた☆            | 佐藤妃希（さとうきき）           | Lucky² メンバー              |                                |
| リズスタ -Top of Artists!-        | -            | 一条蓮☆                | 石川音刻（いしかわりずむ）       | 公認TikTok expg SSS(THREE S) |                                |

## 放送局
放送日時は各作品の項目を参照。

### シリーズ終了時点でのネット局
| 放送対象地域   | 放送局             | 系列                     | 備考                        |
| -------------- | ------------------ | ------------------------ | --------------------------- |
| 関東広域圏     | テレビ東京         | テレビ東京系列           | 制作局                      |
| 北海道         | テレビ北海道       | テレビ東京系列           | 同時ネット（全作放送）      |
| 愛知県         | テレビ愛知         | テレビ東京系列           | 同時ネット（全作放送）      |
| 大阪府         | テレビ大阪         | テレビ東京系列           | 同時ネット（全作放送）      |
| 岡山県・香川県 | テレビせとうち     | テレビ東京系列           | 同時ネット（全作放送）      |
| 福岡県         | TVQ九州放送        | テレビ東京系列           | 同時ネット（全作放送）      |
| 滋賀県         | びわ湖放送         | 独立局                   | 『ファントミラージュ!』から |
| 和歌山県       | テレビ和歌山       | 独立局                   | 『ファントミラージュ!』から |
| 日本全域       | キッズステーション | スカパー! ケーブルテレビ | CS放送（全作放送）          |

### 途中打ち切りのネット局
| 放送対象地域 | 放送局           | 系列                     | 備考                                                                 |
| ------------ | ---------------- | ------------------------ | -------------------------------------------------------------------- |
| 新潟県       | 新潟放送         | TBS系列                  | 『ファントミラージュ!』、『ラブパトリーナ!』のみ                     |
| 長崎県       | 長崎放送         | TBS系列                  | 『ファントミラージュ!』、『ラブパトリーナ!』のみ                     |
| 岐阜県       | 岐阜放送         | 独立局                   | 『ファントミラージュ!』、『ラブパトリーナ!』のみ                     |
| 宮城県       | 東日本放送       | テレビ朝日系列           | 『ファントミラージュ!』から『キラメキパワーズ!』まで                 |
| 広島県       | 広島ホームテレビ | テレビ朝日系列           | 『ファントミラージュ!』から『キラメキパワーズ!』まで                 |
| 静岡県       | テレビ静岡       | フジテレビ系列           | 『ファントミラージュ!』から『キラメキパワーズ!』まで                 |
| 沖縄県       | 琉球放送         | TBS系列                  | 『キラメキパワーズ!』のみ                                            |
| 福島県       | テレビユー福島   | TBS系列                  | 『キラメキパワーズ!』のみ                                            |
| 日本全域     | BSテレ東         | BS放送（テレビ東京系列） | 『ミラクルちゅーんず!（第27話から）』、『マジマジョピュアーズ!』のみ |